# Telescopio danese di 1,54 metri

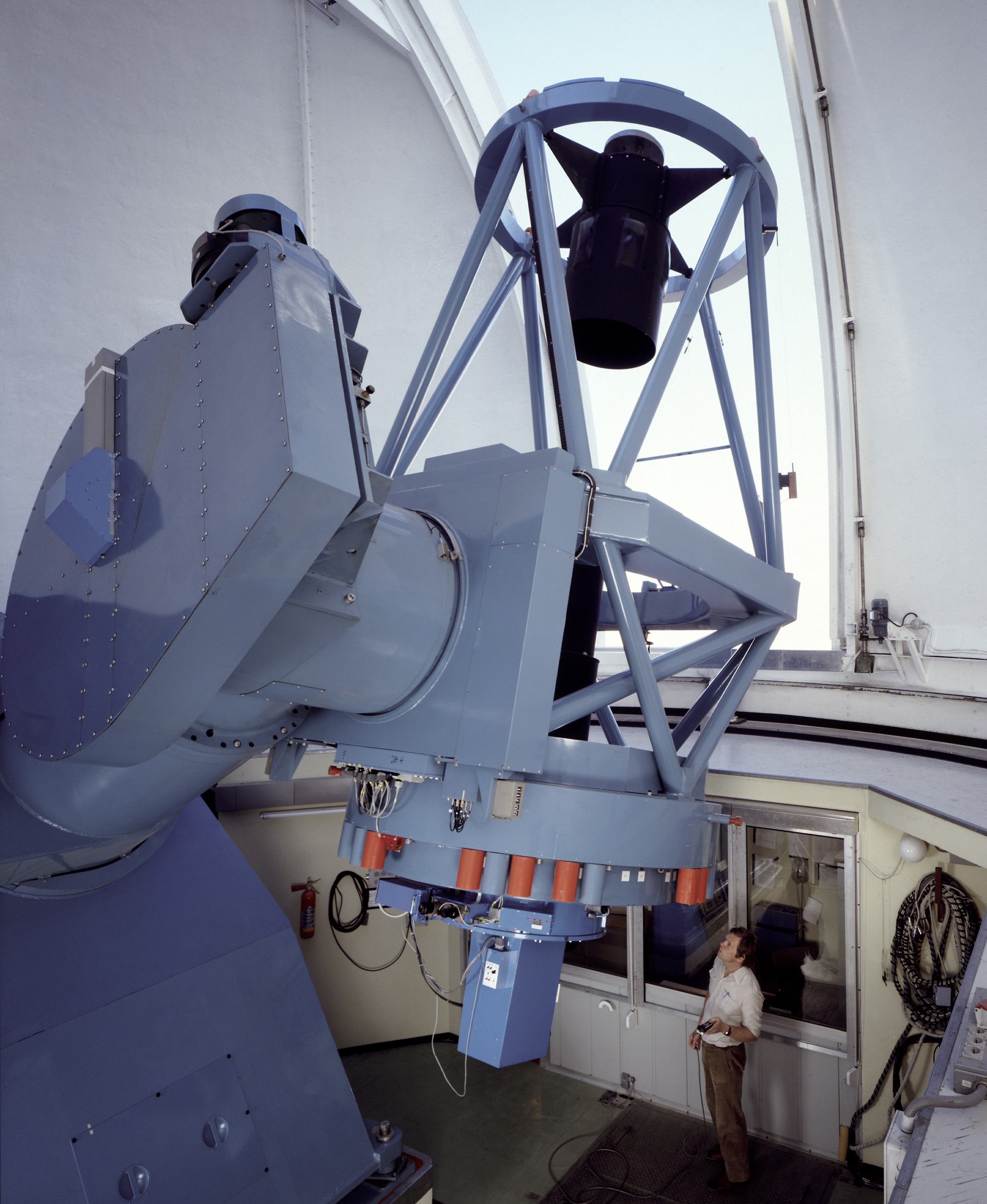
Il telescopio

Il telescopio danese di 1,54 metri è un telescopio riflettore dell'osservatorio di La Silla costruito da Grubb-Parson e in uso dal 1979. È dotato dello spettrografo DFOSC (Danish Faint Object Spectrograph and Camera), simile all'EFOSC2 sul NTT. Nel 2005 con questo telescopio è stato dimostrato come brevi e intense emissioni di raggi gamma derivino probabilmente da collisioni di stelle di neutroni e nel 2006, congiuntamente ad altri telescopi ha scoperto un esopianeta di tipo terrestre, con una massa di 5 M⊕ e periodo di rivoluzione di 10 anni terrestri.